# Напорітан
Напорітан або Наполітан (яп. ナポリタン) — популярна японська страва йошьоку. Вона складається зі спагеті, томатного кетчупу або соусу на томатній основі, цибулі, печериць, зеленого перцю, ковбаси, бекону та, за бажанням, соусу Табаско. Стверджується, що Напорітан походить з Йокогами.

## Походження
Страву створив Шіґетада Ірі (яп. 入江茂忠), головний шеф-кухар готелю New Grand в Йокогамі, надхненний сухим пайком зі спагеті змішаними з томатним кетчупом американських сил, що перебували в Японії (Йокогама була штаб-квартирою SCAP). 
Ця страва набула поширення також завдяки поставкам пшениці з США під час нестачі їжі у Японії у післявоєнний період, що сприяло зростанню виробництва макаронних виробів. Також її поширенню сприяв зростаючий імпорт кетчупу.

## Назва
Шеф-кухар назвав страву на честь Неаполя, Італія (звідси «Наполі»). Фонетично японська мова не розрізняє «Р» та «Л» як окремі звуки, тому використовує однакові символи катакани для представлення «Р» та «Л» звуків західних алфавітів. Таким чином, при перекладі катакани назад на інші мови, виходячи виключно з японського написання, написання неоднозначне. Так, написання «Напорітан» походить від звичайної латинізації японської мови, тоді як написання «Наполітан» враховує походження назви.

## Галерея

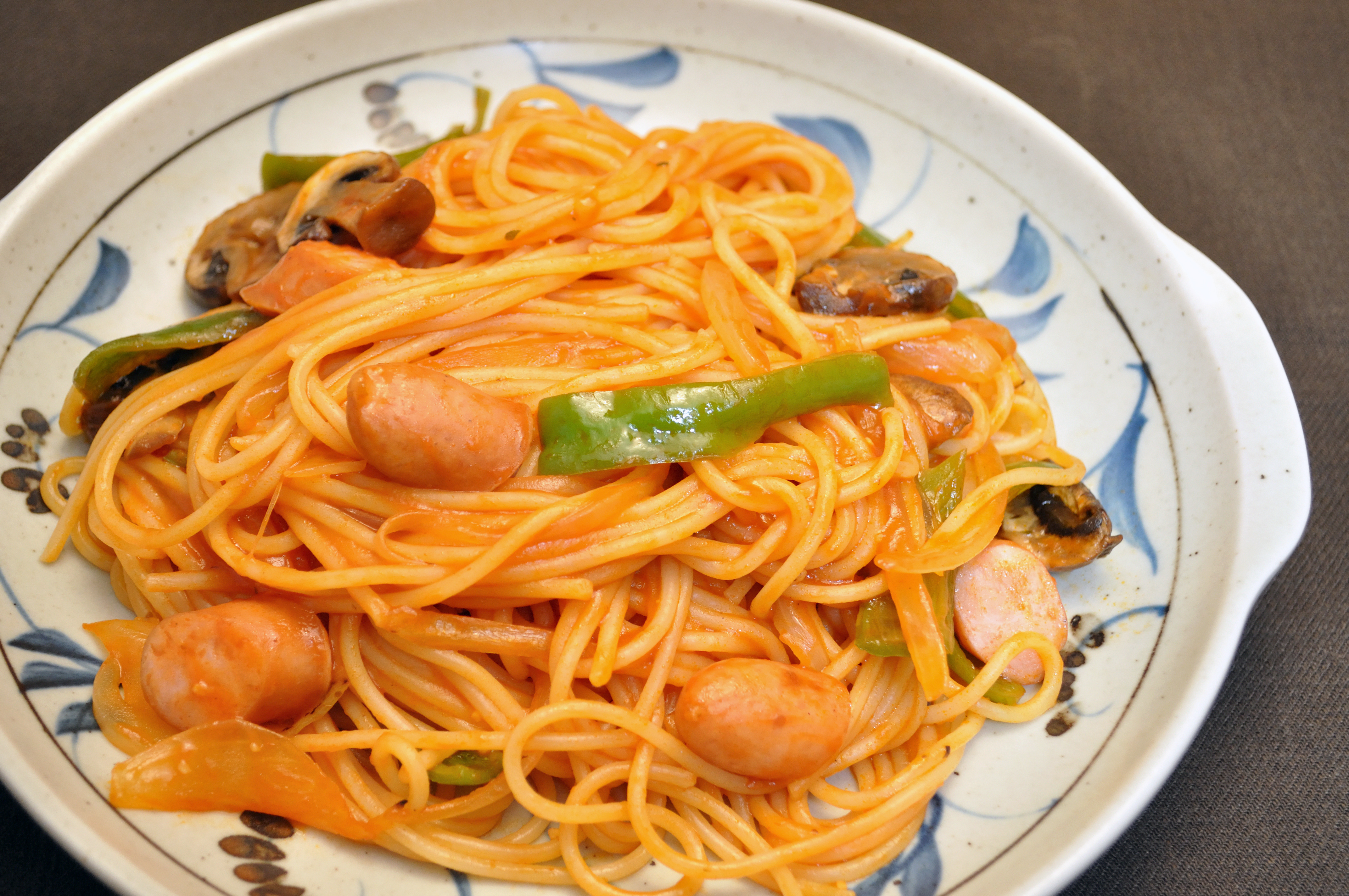
Напорітан
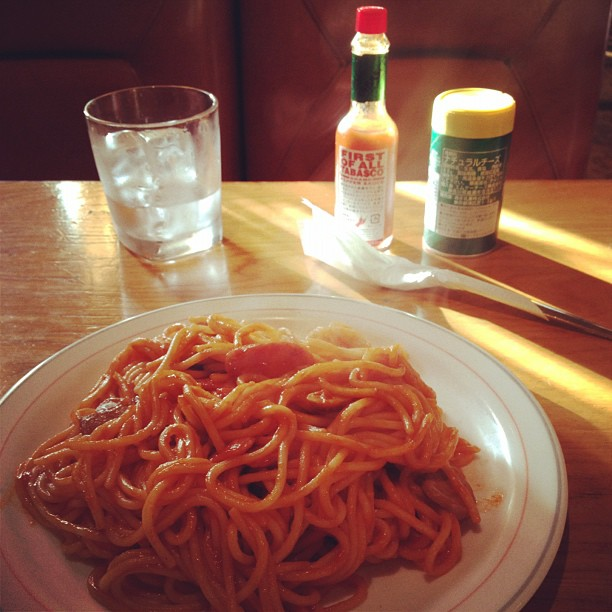
Напорітан з соусом Табаско
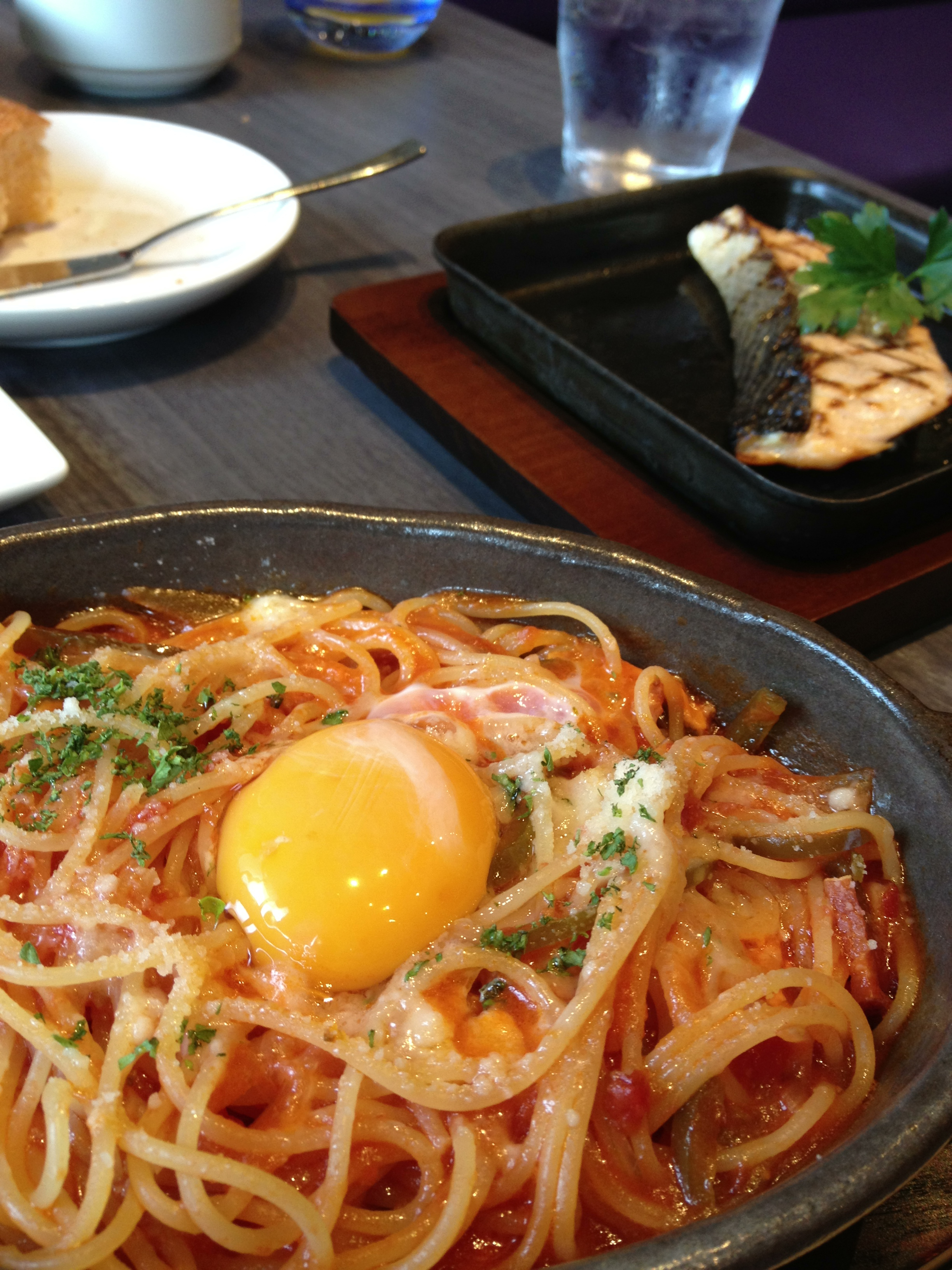
Варіація рецепту напорітан з яйцем